# Грегорі Брейт
Гре́горі Брейт (Григорій Альфредович Брейт-Шнайдер) (англ. Gregory Breit; нар. 14 липня 1899, Миколаїв — пом. 11 вересня 1981, Сейлем) — американський вчений-фізик, один із піонерів прискорювальної техніки.

## Біографія
Народився 14 липня 1899 року в місті Миколаїв Херсонської губернії в родині книговидавця Альфреда Шнайдера. Після смерті матері у 1911 році, батько виїхав до США у 1912 році.
До 1915 року Григорій навчався в миколаївській Олександрівській гімназії. У 1915 році, на вимогу батька, він разом з гувернанткою та сестрою виїхав до Архангельська, а звідти — пароплавом до Америки. Родина оселилась у Балтиморі, штат Меріленд.
Навчався в Університеті Джонса Гопкінса: у 1918 році отримав звання бакалавра, у 1920 році — магістра, у 1921 році — доктора фізики.
У 1921—1922 роках працював науковим співробітником Лейденського університету.
У 1922—1923 роках — науковий співробітник Гарвардського університету.
У 1923—1924 роках — доцент кафедри фізики Міннесотського університету.
З 1924 по 1929 роки займався дослідженнями з математичної фізики в департаменті земного магнетизму Інституту Карнегі у Вашингтоні.
Починаючи з 1929 року був професором фізики Нью-Йоркського університету (1929—1934), Вісконсинського університету в Медісоні (1934—1947), Єльського університету (1947—1968), університету штату Нью-Йорк у Баффало (1968—1974).
У 1973 році Грегорі Брейт вийшов на пенсію і переїхав у Сейлем в штаті Орегон, де й помер 11 вересня 1981 року.

## Наукова діяльність
До кола наукових зацікавлень Г. Брейта входили: ядерна фізика, теорія розсіювання, фізика високих енергій.
У 1933 році розвинув першу квантово-механічну теорію ефекту Ханле.
У 1936 році спільно з Е. Кондоном і Р. Презентом висунув гіпотезу ізотопічної інваріантності ядерних сил, звернувши увагу на еквівалентність сил «протон — нейтрон» і «протон — протон». Спільно з Ю. Вігнером запропонував дисперсійну формулу ядерних реакцій, з Е. Кондоном розробив першу теорію розсіювання протонів на протонах. Також розробляв теорію квантової електродинаміки та теорію ядерних резонансів, яка є основою розуміння багатьох ядерних реакцій.
Займався дослідженнями в галузі радіоелектроніки. Найбільш важливими серед них є використання радіо для демонстрування існування можливої іоносфери шляхом одержання зворотних сигналів імпульсного радіовипромінювання, направленого в космос від Землі. Ця ідея використана для створення американських радарних систем для протиповітряної оборони США.
У роки Другої світової війни Г. Брейт брав участь у військових проектах США. Зокрема, співпрацював з Р. Оппенгеймером на початковому етапі створення ядерної зброї: очолював проект з швидких нейтронів у Чикаго до переїзду групи науковців у Лос-Аламос. Ним було написано 5 звітів про роботи з виділення ізотопів, дифузії нейтронів та ланцюгових реакцій. Згодом Г. Брейт працював у Вашингтоні над проблемою розмагнічування суден для їх захисту від мін, займався вивченням проблем балістики, розвитком та модернізацією артилерії.
У повоєнні роки продовжував вивчення властивостей ядер та ядерних реакцій. Разом з І. Рабі вперше визначив можливість вимірювання спінів і магнітних моментів ядер, вивчаючи відхилення атомних жмутків. У 1947—1948 роках дав пояснення аномального магнітного моменту електрона.
Починаючи з 1920 року, вчений опублікував понад 320 наукових праць, присвячених ядерній фізиці, вивченню ядерної структури, властивостей ядерних сил, теорії розсіювання, квантової теорії, квантової механіки, квантової електродинаміки, теорії прискорювачів, фізики високих енергій.

## Нагороди і почесні звання
- Медаль Франкліна (1964);
- Національна наукова медаль США (1967);
- Премія Боннера (1969).

Грегорі Брейт був членом низки академій і наукових товариств, зокрема: Національної академії наук, Американської академії мистецтв та наук, Американського фізичного товариства, Лондонського фізичного товариства, Американського Інституту радіоінженерів.

## Пам'ять
Ім'ям Г. Брейта (разом з Ю. Вігнером) названа фізична формула.